# Bachhagel
Bachhagel – miejscowość i gmina w Niemczech, w kraju związkowym Bawaria, w rejencji Szwabia, w regionie Augsburg, w powiecie Dillingen an der Donau, wchodzi w skład wspólnoty administracyjnej Syrgenstein. Leży na obrzeżach Jury Szwabskiej, około 15 km na północny zachód od Dillingen an der Donau.

## Demografia
| Rok  | Liczba mieszk. |
| ---- | -------------- |
| 1970 | 1 004          |
| 1987 | 1 788          |
| 2000 | 2 314          |

## Polityka
Wójtem gminy jest Ingrid Krämmel, poprzednio urząd ten obejmował Ludwig Seeger, rada gminy składa się z 14 osób.
|      | SPD/UB | BB Bachhagel | WG Burghagel | WG Oberbechingen | BB Junge Bürger Oberbechingen | Razem |
| 2008 | 2      | 7            | 2            | 1                | 2                             | 14    |
| 2002 | 2      | 7            | 2            | 2                | 1                             | 14    |